# شاهین باباپور
شاهین باباپور (زاده ۱۳۴۸ تهران) کارگردان و بازیگر ایرانی است.

## زندگی‌نامه
شاهین باباپور در سال ۱۳۷۰ وارد دانشکده هنر شد و در سال ۱۳۷۴ از آن دانشکده فارغ‌التحصیل گردید. او کار حرفه‌ای در تلویزیون را به عنوان دستیار برنامه‌ریز با پدرسالار آغاز نمود. وی در سال ۱۳۷۹ اولین فیلم کوتاه خود را بنام سکوت زاینده ساخت و پس از آن موفق به ساخت فیلم‌های دیگری به صورت کوتاه و نیمه بلند شد. او همچنین در سمت دستیار اول کارگردان، برنامه‌ریز، مدیرتولید و بازیگر ایفای نقش کرده است.
شهناز شهبازی بازیگر سینما و تلویزیون ایران همسر او می‌باشد.

## کارگردانی
- مجرد ۴۰ ساله
- حلقه‌های ازدواج
- بندر عباس
- تله فیلم «انتخاب سیاوش»
- تله فیلم "دو روز در جاده
- تله فیلم "دو راهی
- تله فیلم "مرد خاک
- تله فیلم «تهاجم»
- تله فیلم "بن‌بست هوشنگ
- تله فیلم "کار نشد نداره
- تله فیلم «روزی مرا دوست خواهی داشت»
- تله فیلم "ساعت یک‌نیمه شب
- تله فیلم " قدر آن روزها
- تله فیلم «هشتمین روز»
- تله فیلم «بندر عباس»
- تله فیلم «نمایش»
- تله فیلم «رها»
- سریال تلویزیونی "ماجراهای چموش و خموش " به تهیه کنندگی ایرج محمدی
- سریال "طبقه دوم "به تهیه کنندگی سعید فرامرزی
- سریال ۲۰ قسمتی "گردش علمی "
- سریال ۹۰ قسمتی" پاتوق " به تهیه کنندگی مجید نادری
- سریال ۳۰ قسمتی «مثل من مثل تو»
- دختران خورشید به کارگردانی مریم شهریار (دستیار کارگردان)
- آلتینای[۵] به کارگردانی شاهین باباپور و نویسندگی داوود روستا[۶]

## بازیگری
- آقای سانسور
- مانی و ندا
- کمکم کن (فیلم)
- شمارش معکوس (فیلم)